# دامی اندوی
دامی اندوی (انگلیسی: Dame N'Doye؛ زادهٔ ۲۱ فوریهٔ ۱۹۸۵) ورزشکار بازیکن فوتبال اهل سنگال است. وی هم‌اکنون در باشگاه فوتبال کپنهاگن بازی می‌کند

## باشگاهی
از باشگاه‌هایی که دامی اندوی در آن بازی کرده‌است می‌توان به باشگاه فوتبال لوکوموتیو مسکو، باشگاه ورزشی السد، باشگاه فوتبال پاناتینایکوس، باشگاه فوتبال آکادمیکا، باشگاه فوتبال کپنهاگن، باشگاه فوتبال هال سیتی، باشگاه فوتبال ترابزون‌اسپور، باشگاه فوتبال ساندرلند اشاره کرد.

## تیم ملی
وی همچنین در تیم تیم ملی فوتبال سنگال بازی کرده‌است. وی بازی ملی خویش را در سال ۲۰۱۰ انجام داده‌است.